# Kandydoza

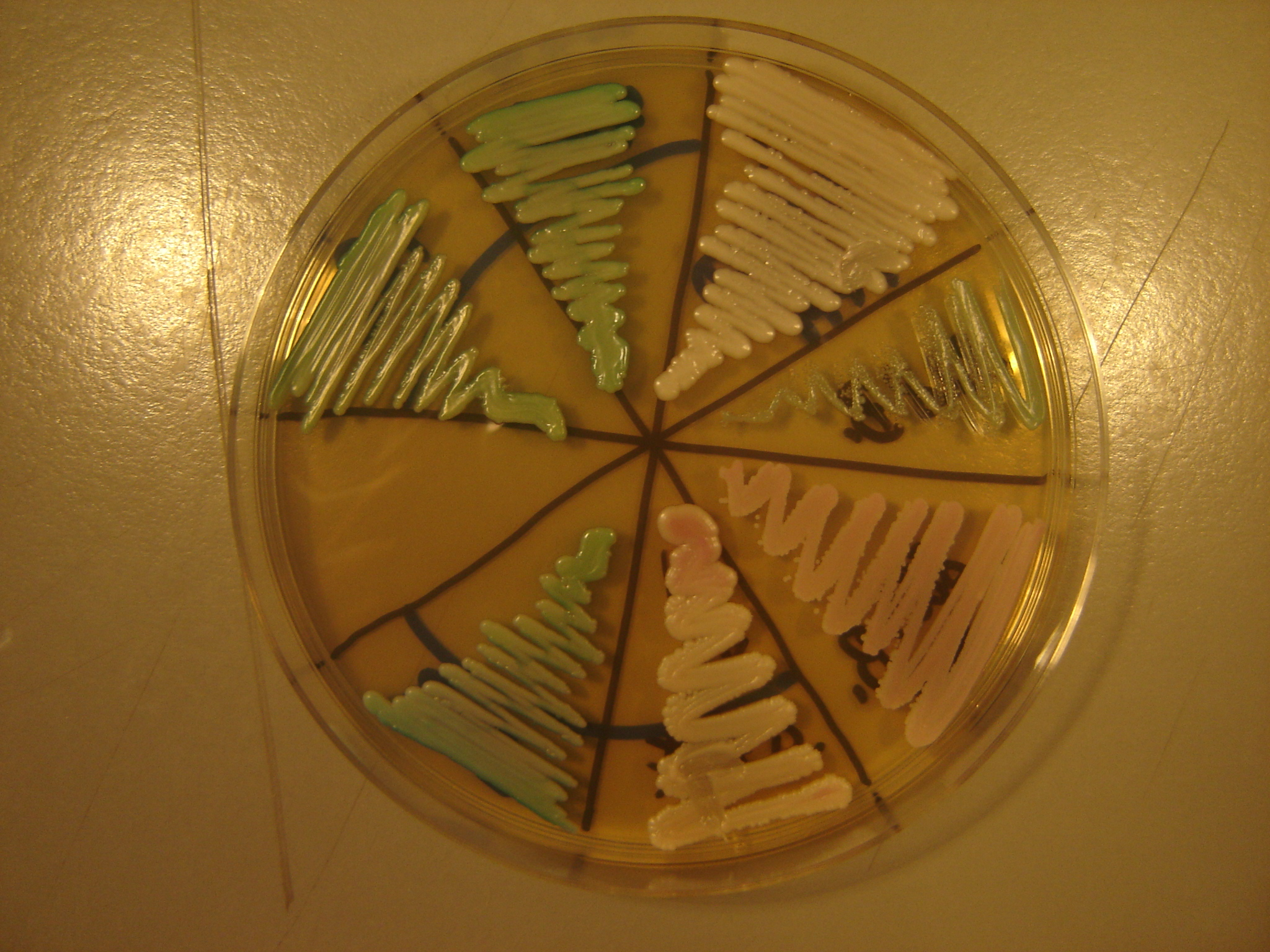
Zielony kolor to kolonie bielnika białego

Kandydoza, drożdżyca, kandydiaza, kandydioza, dawniej bielnica lub moniliaza (łac. candidiasis, candidosis) – grzybicza, oportunistyczna infekcja skóry, błon śluzowych, paznokci lub rzadziej infekcja uogólniona. Choroba ta najczęściej jest wywoływana przez grzyby chorobotwórcze z rodzaju Candida (zwłaszcza Candida albicans), zwane potocznie drożdżakami. Rozpoznaje się ją głównie poprzez badania mikroskopowe i hodowlane.

## Epidemiologia
Gatunki z rodzaju Candida występują na całym świecie. C. albicans występuje u 40–80% zdrowych ludzi jako składnik flory przewodu pokarmowego.
Do czynników sprzyjających występowaniu drożdżycy zalicza się:
- niedobory witaminowe (przede wszystkim niedobory witamin z grupy B)
- maceracja naskórka związana z nadmiernym poceniem
- mikrourazy skóry
- zaburzenia hormonalne
- otyłość, cukrzyca, ciąża
- upośledzona odporność wywołana przez stosowanie antybiotyków (wyniszczających florę bakteryjną organizmu) lub leków obniżających odporność (np. leki immunosupresyjne, steroidy, leki stosowane w chemioterapii nowotworów)
- alkoholizm (zwiększa ryzyko drożdżycy pokarmowej)
- zabiegi inwazyjne, na przykład wszczepienie sztucznej zastawki serca lub długotrwałe cewnikowanie[1].

## Postacie
- Zapalenie jamy ustnej wywołane przez Candida
  - Pleśniawki jamy ustnej
- Kandydoza płucna
  - Zapalenie płuc wywołane przez Candida
- Kandydoza skóry i paznokci
  - Wywołane przez Candida: zapalenie paznokci, zapalenie wałów paznokciowych. Nie obejmuje pieluszkowego zapalenia skóry
- Kandydoza sromu i pochwy
  - Zapalenie sromu i pochwy wywołane przez Candida, zapalenie sromu i pochwy wywołane przez Moniliaceae, pleśniawki pochwowe
- Kandydoza umiejscowiona w innych częściach okolicy moczowo-płciowych
  - Kandydozowe zapalenie: żołędzi prącia, cewki moczowej
- Zapalenie opon mózgowych wywołane przez Candida
- Zapalenie wsierdzia wywołane przez Candida
- Posocznica wywołana przez Candida
  - Sepsa grzybicza wywołana przez Candida
- Kandydoza o innym umiejscowieniu
  - Wywołane przez Candida: zapalenie czerwieni wargowej, zapalenie jelit
- Kandydoza nieokreślona
  - Pleśniawki BNO
- Choroba wywołana przez HIV, której skutkiem jest kandydoza (B20.4)
- Wyprzenie (L30.4)
- Kandydoza u noworodków (P37.5)[2]
- Kandydoza żołądka (grzybicze zapalenie błony śluzowej żołądka)
- Kandydoza dwunastnicy (grzybicze zapalenie błony śluzowej dwunastnicy)[3]

### Drożdżyca paznokci i wałów paznokciowych
W okresie wczesnym uwidacznia się jako obrzęk, silnie zaczerwienione i bolesne zgrubienie wału paznokciowego, natomiast przy ucisku spod wału sączy się ropna wydzielina. W czasie choroby skóra w tych okolicach staje się cienka, napięta oraz zmieniona zapalnie. W zmianach długotrwałych płytki stają się żółtawo-brunatne, tracą połysk, ulegają przerostowi i rozwarstwieniu.

### Wyprzenie drożdżakowe
Podobne jest do wyprzenia bakteryjnego. Najczęściej rozwija się w trzeciej i czwartej przestrzeni międzypalcowej rąk (czyli między III a IV oraz IV a V palcem), rzadziej w przestrzeniach międzypalcowych stóp oraz fałdy skórne; okolice podsutkowe (u otyłych kobiet), pachwinowe i międzypośladkowe (u noworodków). Rozwojowi choroby sprzyja praca wymagająca częstego moczenia dłoni np. kucharka, sprzątaczka.
Widoczne objawy to ogniska rumieniowo-wysiękowe i złuszczające, ograniczone do miejsc przylegania fałdów, wykazuje znaczną macerację naskórka i popękanie w głębi fałdów.

### Drożdżyca błon śluzowych
Umiejscawia się najczęściej w pochwie, sromie, przewodzie pokarmowym, jamie ustnej (np. jako zajady lub zapalenie języka). W przypadku zajęcia narządów płciowych kobiet, charakterystyczne objawy choroby to: obrzęk, zaczerwienienie błon śluzowych i ropne upławy. Przy pożyciu płciowym mężczyzna zostaje zakażony, możliwe jest także zakażenie kobiety przez mężczyznę. Objawy drożdżycy mężczyzn to: podrażnienie i stan zapalny żołędzi i wewnętrznej powierzchni napletka ze świądem i pieczeniem. Drożdżyca wrodzona noworodków zwykle objawia się zmianami skórnymi i błon śluzowych, lecz może przebiegać w postaci sepsy. U dzieci występuje często pod postacią pleśniawki. Kandydoza pochwy i przewodu pokarmowego jest najczęściej skutkiem ubocznym długotrwałej antybiotykoterapii lub osłabienia układu odpornościowego spowodowanego chorobą, na przykład białaczką lub AIDS.

## Leczenie
Leczenie opiera się przede wszystkim na stosowaniu barwników (zieleń brylantowa, jodyna, eozyna) oraz na przyjmowaniu przez chorego dużych dawek witamin z grupy B. W wypadku gdy ze zmian chorobowych sączy się ropna wydzielina stosuje się okłady. Pomocne w leczeniu drożdżyc są także antybiotyki lub inne leki np. natamycyna, nystatyna. W przypadku rozległych zakażeń, na które nie skutkuje miejscowe leczenie, stosuje się też ogólnie flukonazol, worykonazol i czasem ketokonazol, przy czym dwa pierwsze działają lepiej i mają mniej działań niepożądanych. W drożdżycach błony śluzowej jamy ustnej dobre efekty lecznicze daje boraks z gliceryną. Leki występują w postaci miejscowych tamponów, maści i kremów. Leczenie drożdżycy, zwłaszcza skóry i paznokci, jest zwykle długotrwałe, wymaga dużej staranności, skrupulatnego przestrzegania higieny osobistej. W drożdżycy stóp wskazane jest używanie luźnego obuwia.
Candida należy do drobnoustrojów oportunistycznych.

### Lekooporność
Do podstawowych czynników lekooporności Candida należą:
- w stosunku do wszystkich antymikotyków: wytwarzanie biofilmu
- w stosunku do polienów: obniżanie ilości ergosterolu w ścianie komórkowej
- w stosunku do azoli: mutacji punktowych w genie kodującym demetylazę lanosterolu (ERG11), nadmierną ekspresję ERG11, zmniejszone pobieranie azoli ze środowiska, wyrzut azoli z komórki grzyba za pomocą pomp białkowych, mutacje w genie ERG3 (kodującego dysmutazę) umożliwiające tolerancję zmetylowanych steroli, tworzenie biofilmu, pobieranie cholesterolu gospodarza w warunkach niedoboru lub braku ergosterolu
- w stosunku do echinokandyn: głównie mutacje w genach odpowiedzialnych za wytwarzanie syntazy 1,3-β-glucanu (gen FKS).

Eliminacja lekooporności Candida obejmuje:
- stosowanie enzymów rozpuszczających składniki biofilmu, a zwłaszcza fibrynu (np. enzymy serapeptaza, lumbrokinaza, nattokinaza), polisacharydów (np. enzymy glucoamylaza, cellulaza, chitosanasa, hemicellulaza), składników jąder komórkowych (np. enzymy proetaza, peptydaza); wysoką skuteczność w niszczeniu biofilmu wykazuje także N-acetylocysteina[9].
- stosowanie kuracji skojarzonej, zakładającej łączenie dwóch lub trzech leków o odmiennych mechanizmach działania (standardowo stosuje się połączenie amfoterycyna – B i flucytozyna).

## Medycyna alternatywna
Istnieje pseudonaukowy kult twierdzący, że kontakt z Candida powoduje wszelkiego rodzaju powszechne choroby. Część producentów „lekarstw” musiała płacić kary za wprowadzanie konsumentów w błąd, zaś American Academy of Allergy and Immunology twierdzi, że nie istnieje „zespół nadwrażliwości na Candida”.

## Klasyfikacja ICD10
| kod ICD10     | nazwa choroby                                                       |
| ------------- | ------------------------------------------------------------------- |
| ICD-10: B37   | Kandydoza                                                           |
| ICD-10: B37.0 | Zapalenie jamy ustnej wywołane przez Candida                        |
| ICD-10: B37.1 | Kandydoza płucna                                                    |
| ICD-10: B37.2 | Kandydoza skóry i paznokci                                          |
| ICD-10: B37.3 | Kandydoza sromu i pochwy                                            |
| ICD-10: B37.4 | Kandydoza umiejscowiona w innych częściach okolicy moczowo-płciowej |
| ICD-10: B37.5 | Zapalenie opon mózgowo-rdzeniowych wywołane przez Candida           |
| ICD-10: B37.6 | Zapalenie wsierdzia wywołane przez Candida                          |
| ICD-10: B37.7 | Posocznica wywołana przez Candida                                   |
| ICD-10: B37.8 | Kandydoza o innym umiejscowieniu                                    |
| ICD-10: B37.9 | Kandydoza nieokreślona                                              |